# Andrieus A. Jones
Andrieus Aristieus Jones, född 16 maj 1862 i Obion County i Tennessee, död 20 december 1927 i Washington, D.C., var en amerikansk demokratisk politiker. Han representerade delstaten New Mexico i USA:s senat från 1917 fram till sin död.
Jones utexaminerades 1885 från Valparaiso University i Indiana. Han arbetade sedan som lärare och studerade juridik. Han inledde 1888 sin karriär som advokat i New Mexico-territoriet.
Han kandiderade 1912 till USA:s senat utan framgång. Han tjänstgjorde som biträdande inrikesminister 1913-1916. Han besegrade sedan republikanen Frank A. Hubbell i senatsvalet 1916. Han omvaldes 1922 och avled fem år senare i ämbetet.
Jones grav finns på Masonic Cemetery i Las Vegas, New Mexico.